# Karl Friedrich Eichhorn
Karl Friedrich Eichhorn (Jena, 20 de novembro de 1781 — Colônia, 4 de julho de 1854) foi um jurista alemão e professor universitário, também considerado um importante nome para a formação da escola histórica do direito e do historicismo.

## Vida e obra
Filho do teólogo protestante alemão Johann Gottfried Eichhorn, Karl Friedrich Eichhorn é considerado um dos precursores do germanismo alemão e, juntamente com Friedrich Carl von Savigny, o fundador da escola histórica da jurisprudência alemã.
Entrou na Universidade de Gotinga em 1797, obtendo seu doutorado em 1801 com a tese intitulada Dissertation De differentia inter austraegas et arbitros compromissarios. Logo em seguida, em 1805, passou a lecionar direito na Brandenburgische Universität Frankfurt em Frankfurt an der Oder onde permaneceu até 1811. Entre os anos 1811 e 1816, lecionou na Universidade Humboldt de Berlim, entre 1817 e 1829 na Universidade de Gotinga e entre 1832 e 1833, novamente em Berlim.
Em sua obra mais importante, intitulada Deutschen Staats und Rechtsgeschichte (1808-1823), Eichhorn apresentou uma síntese dos estudos históricos do direito alemão ao mesmo tempo em que sugeria a concretização de um sistema orgânico formal baseado nas normas históricas do direito alemão para a prática do direito privado, intenção que vai ficar clara na obra Einleitung in das Deutsche Privatrecht (1823). Além disso, em 1815, ao lado de Friedrich Carl von Savigny e Johann Friedrich Ludwig Göschen, Eichhorn fundou um jornal de jurisprudência histórica intitulado  Zeitschrift für geschichtliche Rechtswissenschaf e que se converteu no órgão da escola histórica de direito alemã.
Membro da Academia das Ciências de Berlim desde 1832, e da Bayerische Akademie der Wissenschaften (Academia Bávara de Ciências) desde 1839, em 1842, Karl Eichhorn recebeu a mais alta condecoração militar da Prússia chamada Pour le Mérite, além de em 1847 receber a Ordem da Águia Vermelha e em 1853, a Bayerischer Maximiliansorden für Wissenschaft und Kunst (Ordem Maximiliana da Baviera para Ciência e Arte).
Embora tenha se aposentado da Universidade de Gotinga por problemas de saúde em 1829, Karl Friedrich Eichhorn abandonou a vida pública em definitivo apenas em 1847 quando mudou-se para Colônia (Alemanha) onde passou o resto de sua vida.